# Aslan Abachidze
Pour les articles homonymes, voir Abachidze.
Ne doit pas être confondu avec Aslan-Beg Abachidze.
Aslan Ibraimis dzé Abachidzé (en géorgien : ასლან იბრაიმის ძე აბაშიძე), né le 20 juillet 1938 à Batoumi, est un homme politique adjar de Géorgie, président du Conseil suprême de la République autonome d'Adjarie de 1991 à 2004.

## Biographie
Petit-fils de Memed Abachidzé, écrivain et membre du Parlement de la République démocratique de Géorgie entre 1918 et 1921, Aslan Abachidzé étudie l'histoire, la philosophie et l'économie à l'université avant de travailler comme enseignant et économiste. Il commence sa carrière politique en 1980, à l'époque soviétique, en obtenant un poste au sein du gouvernement adjar puis géorgien. Malgré sa descendance d'une famille musulmane renommée qui a joué un rôle central dans le renforcement des identités géorgienne et islamique parmi les musulmans d'Adjarie, Aslan Abashidze s'est converti au christianisme.
Poussé par le premier président de la Géorgie indépendante, Zviad Gamsakhourdia, il accède à la présidence du Conseil suprême d’Adjarie, organe exécutif de la république autonome. Candidat à sa succession, il est régulièrement réélu par la suite. De 1991 à 1995, il est également vice-président du Parlement de Géorgie. En 2002, il est nommé représentant spécial de Chevardnadze pour la résolution du conflit en Abkhazie. 
Considéré par beaucoup comme un dictateur et soutenu inconditionnellement par Moscou, Abachidzé dirige sa république de façon autocratique, tolérée par le pouvoir du président Chevardnadze. Mais en 2004, après la chute de ce dernier, il se retrouve en opposition frontale avec le nouveau président Mikheil Saakachvili qui déclare que le clan Abachidzé « est une bande de criminels, de meurtriers et de trafiquants de drogue. ». Le 2 mai de la même année, il décide de couper littéralement les ponts avec  Tbilissi, en faisant détruire le principal pont sur la rivière Tchokoli reliant l’Adjarie au reste du territoire de la Géorgie. Il reçoit en retour un ultimatum du président géorgien lui intimant l'ordre de se soumettre à la Constitution et aux lois géorgiennes. Le 6 mai, il est contraint de démissionner après des manifestations de masse organisées à Batoumi par le mouvement Kmara.
Réfugié à Moscou, il est condamné le 22 janvier 2007 par contumace à 15 ans de prison par le tribunal de Batoumi pour un détournement de fonds de plusieurs millions de laris. Il est en outre suspecté d’être le commanditaire du meurtre en 1991 du député Nodar Imnadze.